# Championnats du monde de char à voile 1998
Navigation
1993 2000
Les 6e championnats du monde de char à voile 1998, organisés par le pays hôte sous l'égide de la fédération internationale du char à voile, se sont déroulés à La Panne en Belgique. Ce sont aussi les 36e Championnats d'Europe de char à voile 1998,.

## Podium
| Épreuve  | Or                   | Argent                | Bronze            |
| -------- | -------------------- | --------------------- | ----------------- |
| Standart | Paul Garnier         | Yann Demuysere        | David Revaut      |
| classe 2 | Jean Marc Grimonpont | Peter Allemeersch     | Didier Gervais    |
| Classe 3 | Bertrand Lambert     | Hans-Werner Eickstädt | Peter Binner Wulf |
| Classe 5 | Brice Petit          | Tadeg Normand         | Xavier Faucon     |

## Tableau des médailles par nation
| Rang | Nation    | Or | Argent | Bronze | Total |
| ---- | --------- | -- | ------ | ------ | ----- |
| 1    | France    | 4  | 1      | 3      | 8     |
| 2    | Belgique  | -  | 2      | -      | 2     |
| 3    | Allemagne | -  | 1      | 1      | 2     |